# Comisión General de Codificación
La Comisión General de Codificación de España es el órgano superior colegiado de asesoramiento al Ministro de Justicia. Le corresponde, en el ámbito de las competencias propias del departamento ministerial al que está adscrito, la preparación de los textos prelegislativos y de carácter reglamentario y cuantas otras tareas se le encomienden para la mejor orientación, preservación y tutela del ordenamiento jurídico.

## Historia

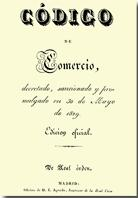
Código de Comercio español de 1829.

Las Cortes Extraordinarias en su sesión de 15 de septiembre de 1820 pidieron al Gobierno que, sin perjuicio de la Comisión Especial de Justicia de las Cortes, se eligiese un número de Letrados competentes para la formación de los Cuerpos legales. Fernando VII, después de anular la obra legislativa del Trienio constitucional, optó por nombrar Comisiones Especiales como la de 1828 que redactó un proyecto de Código de comercio, si bien el promulgado en 1829 fue obra de uno de sus vocales, Pedro Sainz de Andino. Otra Comisión Especial fue nombrada en 1829 para la redacción de un proyecto de Código criminal -penal y procesal-, cuya tarea continuó en 1834 otra Comisión o Junta, nombrándose también otra para el Código civil.
Por Real Decreto de 19 de agosto de 1843 fue creada la Comisión General de Codificación con cuatro secciones: primera, para el Código civil; segunda, para el Código penal; tercera, de procedimientos civiles, y cuarta, de procedimientos penales, encargando a estas dos últimas, reunidas, que concluyeran un proyecto de organización de Tribunales. Formaban la Comisión 18 vocales bajo la presidencia del eminente jurisconsulto Manuel Cortina, que fue sustituido en mayo del año siguiente por Bravo Murillo. Redactó esta Comisión unas bases generales para la codificación y para los Códigos civil y penal y la unificación de fueros.
Modificó esta Comisión el Real Decreto de 31 de julio de 1846, por considerar excesivo el número de vocales que la componían, lo que dificultaba y prolongaba la elaboración de los proyectos, dada la unidad y sencillez que debe caracterizar la obra codificadora.
El 11 de septiembre de 1846 se encarga a la nueva Comisión de Codificación la conclusión de los proyectos de Códigos pendientes -el penal estaba hecho-, organizándola al efecto en dos secciones: una de Código civil, que presidía Florencio García Goyena, y que presentó el proyecto de Código civil del 51; y otra de procedimientos civiles y criminales. Preside esta Comisión Juan Bravo Murillo y son vocales Florencio García Goyena, Claudio Antón de Luzuriaga, Pedro Jiménez Navarro, Manuel Seijas Lozano y Manuel Pérez Hernández.
En el año 1853 se señalan a la Comisión los objetivos más urgentes dentro de los trabajos que desarrolla y en 1854 es sustituida por una Comisión especial con el encargo preferente de redactar un proyecto de Ley de Organización de Tribunales y un Código de procedimiento civil. Consiguió dar vida a la primera Ley de Enjuiciamiento civil promulgada el 5 de octubre de 1855.
Por Real Decreto de 1 de octubre de 1856 se nombra la Comisión General de Codificación, que duró hasta la revolución de septiembre de 1868. Preside esta Comisión Manuel Cortina y fueron sus vocales Pedro Gómez de la Serna, Pedro José Pidal, Manuel Seijas Lozano, Pascual Bayarri, Juan Manuel González Acevedo y José Ibarra, nombrándose pocos días después a Manuel García Gallardo y Francisco de Cárdenas, que fueron miembros destacados. Son numerosos e importantes los proyectos legislativos redactados por esta Comisión, y aunque no fueron promulgados -salvo la Ley hipotecaria de 1861-, sirvieron de base para las reformas legislativas llevadas a cabo en 1870. Optó el ministro Montero Ríos en el año 1869 por la creación de Comisiones especiales para la redacción de cada uno de los Cuerpos legislativos. La aprobación de los Códigos venía demorándose por las preferencias de los distintos gobiernos, tan poco estables, como se puso particularmente de relieve al tratar la materia orgánica judicial y el procedimiento criminal, años 1856 a 1862, sin tener en cuenta la estrecha vinculación de ambas, juicio oral y única instancia, considerada como innovación peligrosa que no vale lo que cuesta por los Ministros contrarios a la reforma, demorada hasta 1882. Corresponde al Ministro de Justicia, después Presidente de la Comisión General, Eugenio Montero Ríos, la gloria de llevar a la sanción real la Ley provisional del Poder judicial y el Código penal de 1870; la Ley de Enjuiciamiento criminal de 1872 y las leyes provisionales de reforma de la casación civil, Registro civil, etc., obras elaboradas trabajosamente por aquella.
Con la Restauración se restablece la Comisión General de Codificación por el Real Decreto de 10 de mayo de 1875, con 14 vocales, distribuidos en dos secciones: una de lo civil, que preside Florencio Rodríguez Vahamonde, sustituido por Alonso Martínez desde el 30 de septiembre de 1878, y otra de lo criminal, que preside Cirilo Álvarez Martínez

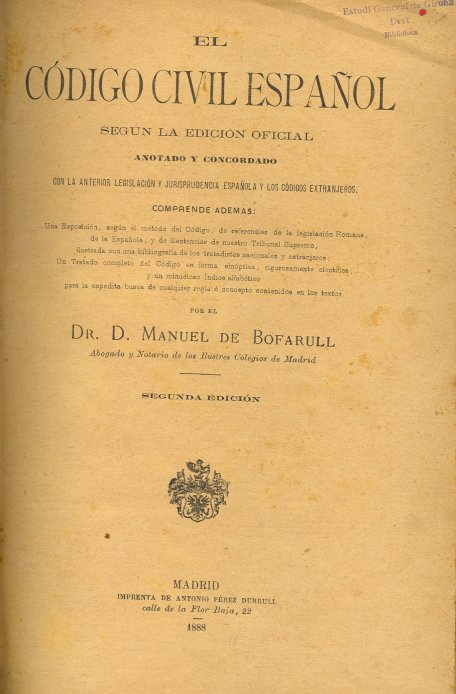
Código Civil español de 1899, actualmente vigente

La Comisión se enfrenta con la difícil empresa de sacar adelante el Código civil para completar con la clave el arco de la codificación en España.
Fue reorganizada la Comisión el 17 de abril de 1899, dividiéndola en cuatro secciones: civil, mercantil, penal y organización y procedimientos judiciales.
La Real Orden de 21 de septiembre de 1909 constituye una Comisión permanente formada por cuatro vocales de la Comisión General, uno por cada sección, para que atendiesen de manera constante la ordenación de trabajos o preparación de proyectos, que si fueran de carácter general pasarían a la Comisión de Códigos. El Real Decreto de 12 de marzo de 1910 dispone la creación de una Comisión especial compuesta de nueve vocales de la Comisión General de Codificación, que se dividirá en tres secciones: una para la revisión del Código civil, otra para la reforma de las leyes procesales y Orgánica judicial y la del Código penal. Restablece el Decreto de 31 de marzo de 1913 la Comisión General en la forma dispuesta por el de 17 de abril de 1899, con la novedad de crear un Presidente de toda la Comisión que ejercerá el que lo sea de la Sección primera y presidirá los Plenos de las cuatro secciones cuando deliberen juntas y no asista el señor Ministro.
Una reorganización completa de la Comisión fue llevada a cabo por el Real Decreto de 2 de diciembre de 1914, refrendado por Dato como Ministro con las cuatro secciones: civil, mercantil, penal y organización y procedimientos judiciales, pero reduciendo a siete el número de los vocales de la Comisión. El cargo de Presidente será independiente de los Presidentes de sección con los que formará la Comisión permanente, en unión de dos vocales más, para emitir los informes que el Gobierno interese de la Comisión como órgano ejecutivo o permanente, delegado de la Comisión General, a disposición del Gobierno.
El advenimiento de la República en el año 1931 tiene su reflejo en la vida de la Comisión. El Decreto de 6 de mayo de 1931 sustituye la Comisión General por la denominada Comisión Jurídica Asesora, que integra con varias Subcomisiones bastante numerosas, para cada una de las ramas del Derecho y tareas constituyentes.
Por Decreto de 25 de marzo de 1938 fue suprimida la Comisión Jurídica Asesora, restableciendo la Comisión General de Codificación con su Presidente y dos secciones: la primera, de Derecho privado, que comprendía el Derecho civil, el mercantil y sus procedimientos; la segunda, de Derecho público, para las materias de Derecho penal, social, político y administrativo y sus procedimientos propios, con su presidente de sección respectivo y siete vocales cada sección.
Por Decreto de 23 de octubre de 1953, modificado por el de 16 de junio de 1954, se reorganiza la Comisión, que quedó constituida con tres secciones, la primera dividida en tres subsecciones, de Derecho civil, Derecho mercantil y Derecho internacional privado, respectivamente; la segunda, de Derecho público, con otras tres subsecciones, correspondientes al Derecho penal, Derecho administrativo y Derecho social; y la tercera, de Organización de Tribunales y Derecho procesal, con dos subsecciones relativas a las dos mencionadas disciplinas. Se aprobó el Reglamento correspondiente por Orden de 22 de julio de 1954.
El Decreto 365/1976, de 26 de febrero, orgánico de la Comisión General de Codificación, modificó la estructura anterior, elevando a cinco las Secciones. Se creó nueva la Sección de Derecho Penal y Penitenciario, y también se confirió rango de Sección a la hasta entonces Subsección de Derecho Mercantil. Además, suprimió la limitación en el número de Vocales permanentes, incorporando al grupo de Vocales natos algunos representantes de ciertos Organismos de importancia en la vida jurídica, y previendo la constitución temporal de Secciones Especiales y Grupos de Trabajo.
Con la nueva Constitución, surge el proceso de adaptación a las nuevas regulaciones, y el Real Decreto 225/1978, de 17 de febrero, trata de resolverlo y de conseguir una mayor agilidad en la Comisión dada la tarea legislativa por realizar. Así, autoriza a constituir como órgano «ad hoc» Ponencias Especiales para su total dedicación a la elaboración de los nuevos anteproyectos de leyes especiales y a la general revisión de los cuerpos legales necesitados de actualización. Los textos elaborados por estas Ponencias debían ser sometidos al dictamen de las Secciones correspondientes.
Los Estatutos aprobados por Real Decreto 160/1997, de 7 de febrero, configuran a la Comisión General de Codificación como un órgano colegiado de asesoramiento en la preparación de las tareas prelegislativas propias del Ministerio de Justicia, así como aquellas que el Gobierno someta a su consideración. Sus órganos son: Presidente, Vicepresidente, Vocales, distinguiendo natos, permanentes y adscritos, y Secretario General. En cuanto a su funcionamiento, está regulado que lo hará en Pleno, en Comisión Permanente o en Secciones, siendo estas cinco: la primera, de Derecho Civil; la segunda, de Derecho Mercantil; la tercera, de Derecho Público; la cuarta, de Derecho Penal, y la quinta, de Derecho Procesal. También prevén los Estatutos de 1997 la constitución de Secciones Especiales, de carácter temporal, la creación de Grupos dentro de las Secciones y, finalmente el acceso al Archivo de la Comisión General de Codificación.
La regulación actual de la Comisión General de Codificación viene establecida en los Estatutos aprobados por Real Decreto 845/2015, de 28 de septiembre. Respetando en sus líneas generales la estructura de la Comisión General de Codificación, los Estatutos proceden a actualizar y agilizar su funcionamiento para el cumplimiento más eficaz de sus cometidos, sin merma del rigor que debe presidir su actuación, se acentúa la independencia y el carácter estrictamente técnico de la función de los vocales, y se actualiza la regulación del Archivo de la Comisión General de Codificación.

## Funciones
De acuerdo al Artículo 3 de los Estatutos de la Comisión, recogidos en el Real Decreto 845/2015, sus funciones son:
- La preparación de la legislación codificada u otras propuestas normativas que expresamente le encomiende la Ministra de Justicia.
- La revisión de los cuerpos legales y leyes vigentes en las diversas ramas del Derecho y la exposición a la ministra de Justicia del resultado de sus estudios, con especial atención a la conveniencia de promover delegaciones legislativas conducentes a textos legales refundidos o iniciativas para consolidar, armonizar y simplificar disposiciones reglamentarias.
- La elaboración de proyectos que se relacionen con las actividades propias de su función, así como su propuesta a la ministra de Justicia.
- La elaboración de dictámenes o informes en aquellos asuntos de carácter jurídico que la ministra de Justicia, otros departamentos ministeriales o el Gobierno sometan a su consideración.
- La corrección técnica, de claridad del lenguaje jurídico y de estilo de los anteproyectos de ley y proyectos de disposiciones que le sea encomendada por la ministra de Justicia.

## Miembros
Los actuales miembros son:
- Presidente: Ministro/a de Justicia.
- Vicepresidente: Secretario/a General Técnica/a del Ministerio de Justicia.
- Presidente de la Sección Primera de Derecho Civil: Antonio Pau Pedrón.
- Presidente de la Sección Segunda de lo Mercantil: Carmen Alonso Ledesma.
- Presidente de la Sección Tercera de Derecho Público: José Luis Piñar Mañas.
- Presidente de la Sección Cuarta de Derecho Penal: Esteban Mestre Delgado.
- Presidente de la Sección Quinta de Derecho Procesal: Juan-Luis Gómez Colomer.
- Vocales permanentes,[6] adscritos y honorarios (número indeterminado).
- Secretario general: Subdirector General de Política Legislativa